# Eslovénia no Festival Eurovisão da Canção 2010
A Eslovénia confirmou a sua presença no Festival Eurovisão da Canção 2010, a 16 de Outubro de 2009, através da abertura da época oficial para a submissão de candidaturas para a representação do país em Oslo, em 2010.